# Galvão (piłkarz)
José Antônio Martins Galvão (ur. 8 lipca 1982) – brazylijski piłkarz występujący na pozycji napastnika.

## Kariera klubowa
Od 2001 do 2011 roku występował w klubach União São João, Servette FC, Paraná Clube, Sanfrecce Hiroszima, Santos FC, Atlético Mineiro, São Caetano, EC Bahia, Vila Nova, Ventforet Kofu, Boavista i Duque de Caxias.